# Берлински, Дэвид
Дэ́вид Берли́нски (англ. David Berlinski, род. 1942) — американский креационист, писатель и учёный, который выступает с критикой теории эволюции. Старший научный сотрудник Центра науки и культуры (Center for Science and Culture) в Discovery Institute.

## Биография
Берлински родился в 1942 году в Нью-Йорке в еврейской семье. Его родители были беженцами из Франции, откуда им пришлось бежать после начала Второй мировой войны. Отец — композитор Герман Берлинский (1910—2001), мать — Сина Берлински (урождённая Гольдфайн, 1910—2011), преподаватель музыки.
Дэвид получил степень доктора философии в Принстонском университете. Впоследствии был постдокторантом по молекулярной биологии в Университете Колумбия. Преподавал философию, математику и английский язык в Стэнфорде, Городском университете Нью-Йорка и Парижском университете.
Берлински является автором ряда научно-популярных книг, посвященных математике. Он также экспериментировал с художественной литературой и опубликовал несколько детективных романов.
Наибольший резонанс вызвало эссе Берлински «Дарвин под вопросом» (The Deniable Darwin), которое вышло в 1996 году и впоследствии, наряду с другими статьями, легло в основу одноименной книги. В этой работе Берлински критикует научный консенсус по поводу теории эволюции: по мнению ученого, данная концепция имеет логические пробелы в обосновании. В частности, Берлински указывает на резкий скачок в биоразнообразии в ходе Кембрийского взрыва, отсутствие важнейших переходных форм, малое количество эволюционных процессов у акул, и другие аргументы.
Помимо этого, Берлински известен своими резкими высказываниями, которые провоцировали полемику: в частности, он заявил, что дарвинизм — это «недостаточное, однако необходимое условие для возникновения нацизма».
Участвовал в создании креационистского пропагандистского фильма «Изгнанные: интеллект запрещён» отстаивающего идеологию «разумного замысла», утверждая, в частности, о не соответствующей действительности эволюционности нацизма и «Майн кампф» Гитлера.

## Семья
- Жена — Тони Сакс (1942—2013), виолончелистка.
  - Дочь — Клэр Берлински (род. 1968), писательница, эссеист, журналистка и политолог.
  - Сын — Миша Берлински (род. 1973), писатель.